# Zlatý cepín
Zlatý cepín (francouzsky: Piolet d'Or, anglicky: The Golden Ice Axe) je mezinárodní ocenění horolezců, vyhlašované Francouzi od roku 1991 (poprvé uděleno v roce 1992), propagující výjimečné alpské výstupy dosažené v předchozím roce. Kvůli kontroverzím týkajícím se posuzování horolezeckých výkonů nebo porušování horolezecké etiky v roce 2008 zaniklo a bylo zavedeno nové ocenění, které uděluje od roku 2009 skupina High Mountain Group a specializované francouzské časopisy včetně časopisů Montagnes a Vertical.

## Kritéria pro nominaci
volně přeloženo
- významný výkon a čistota stylu
- originalita výběru cíle výstupu a posouvání hranic
- respekt k horám a přírodě

## Držitelé ocenění

### 1992
- Andrej Štremfelj a Marko Prezelj (SLO), výstup 3000m jižním pilířem na jižní vrchol Kančendžengy, (8 476 m n. m.), Himálaj

### 2009
- Walter Bonatti, první oceněný za celoživotní přínos horolezectví

### 2010
- Reinhold Messner, 2. oceněný za celoživotní přínos horolezectví

### 2013
- Kurt Diemberger

### 2014
- Ueli Steck (SUI), sólo výstup na Annapurnu jižní stěnou
- Ian Welsted a Raphael Slawinski, výstup ZSZ stěnou na K6
- John Roskelley, 6. oceněný za celoživotní přínos horolezectví
- na čtvrtém místě skončili čeští horolezci Marek Holeček a Zdeněk Hrubý, kteří se nominovali za prvovýstup v severní stěně na Talung v roce 2013[1]

### 2015
- Aleksander Gukov a Aleksey Lonchinskiy (RUS), (video), Thamserku[2]
- Aleš Česen, Luka Lindič a Marko Prezelj (SLO), (video), Hagshu
- Tommy Caldwell a Alex Honnold (USA), (video) 1. (zimní) přechod hřebene Fitz Roy (zfilmováno v dokumentárním seriálu Reel Rock)

### 2018
- Marek Holeček a Zdeněk Hák (CZE), prvovýstup JZ stěnou na Gašerbrum I (8 068 m n. m.) v Pákistánu

### 2020
- Zdeněk Hák a Marek Holeček (CZE), prvovýstup na „UFO Line“ SZ stěnou na Čamlang (7 319 m n. m.) v Nepálu

## Asie
Podobné ocenění je udělováno také v Asii, v roce 2017 proběhl již 12. ročník, Asijský zlatý cepín získali za výstup na Šispare dva japonští horolezci.